# Ополовников, Александр Викторович
Алекса́ндр Ви́кторович Ополо́вников (20 ноября 1910, село Поднаволок, Рязанская губерния, Российская империя — 26 декабря 1994, близ Родники, Ивановская область, Россия) — советский и российский учёный, архитектор, реставратор, Почётный член Академии архитектуры, доктор архитектуры.  Известен своими работами по исследованию и реставрации памятников русского деревянного зодчества, в особенности – ансамбля Кижского погоста.

## Биография
Родился 20 ноября 1910 года в селе Подноволоки Скопинского уезда Рязанской губернии (ныне Милославский район). Согласно записи в метрической книге Николаевской церкви села Подноволока, датированной 1911 годом, датой рождения указано 7 ноября 1910 года по старому стилю (20 ноября по новому стилю). Ранее в качестве даты рождения указывалось 8 ноября 1911 года, сам Ополовников также говорил о 1910 годе, но с регистрацией в 1911 году из-за путаницы.
Отец — Ополовников Виктор Петрович (1880—1944) — происходил из дворянского сословия, присяжный поверенный, служил юрисконсультом угольного рудника близ Скопина, мать — Мария Богдановна (урождённая Маркович, 1885—1928), внучка известной писательницы Марко Вовчок и этнографа-фольклориста Афанасия Васильевича Марковича. В семье Ополовниковых было шестеро детей: Мария, Евгения, Григорий, Александр, Любовь, Пётр.
До начала 1920-х годов семья жила в Скопине, затем переехала в Москву. После революции 1917 года отец уехал в Москву, где работал консультантом на предприятии «Москвуголь». Некоторое время Александр жил с отцом в Ильинском (Обыденском) переулке, в доме 13. Мать с детьми до начала 1920-х годов оставалась в Скопине, сохранился дом на углу нынешних улиц Карла Маркса и Серго Орджоникидзе, где жила семья. Затем Мария Богдановна с другими детьми также переехала в Москву, но жила на Красной Пресне, затем в районе Шелепихи, где работала директором школы, в которой учились и её дети. В 1922 году родители развелись.
В 1918 году голод и холод привели к болезни почти всех членов семьи. По воспоминаниям Ополовникова, в это время, будучи подростком, он продавал на рынке тома «Свода Законов» из библиотеки отца, чтобы прокормить семью.
В 1921 году В.П. Ополовников был репрессирован и после заключения сослан в село Богучаны Красноярского края, в 1927 году отправлен на поселение в город Красные Баки Нижегородской области. В 1925 году М.Б. Ополовникова из-за болезни оставила работу, младшие дети — Александр, Любовь и Пётр — были определены в Малаховский детский дом, где Александр окончил семилетку. В детдоме он подружился с Аркадием Герасимовым и Евгением Рыбицким (впоследствии архитекторами) и с Глебом Абросимовым (будущим генералом армии).
В 1928 году Александр Ополовников поступил в Московский Лесной техникум, находившийся тогда в старинной усадьбе на станции Братовщина (ныне — Правда). В 1930 году, во время практики в Архангельской области, впервые познакомился с архитектурой Русского Севера, что определило его дальнейший профессиональный путь. По окончании техникума в 1930 году был направлен участковым лесничим на Дальний Восток, в безлюдное местечко Сиян. Практика коллективизации оттолкнула его от профессии лесничего, и он возвратился в Москву, где стал работать техником по механизмам в Институте древесины (посёлок Кунцево). Первый проект реставрации — комплекс крестьянской усадьбы в селе Турья Коми АССР, выполненный совместно с архитектором К.А. Соловьевым в 1937 году, хранится в Музее русской архитектуры им. А. В. Щусева.
В 1932 году поступил в Московский архитектурный институт, который в то время назывался Всесоюзным архитектурно-строительным институтом (ВАСИ), на факультет «Промстрой». Институт окончил с отличием в 1939 году, в том же году женился на однокурснице Нине Викторовне Величкиной, дочери архитектора В.А. Величкина. Руководителем дипломного проекта (гидроэлектростанция в Угличе) был у него М. Я. Гинзбург, подаривший Ополовникову свою книгу «Ритм в архитектуре» с дарственной надписью. В этом же году был призван в Красную Армию.
Во время Великой Отечественной войны служил в войсках ПВО, участвовал в проектировании и строительстве военных объектов. В августе 1943 года по ходатайству Академии архитектуры СССР сержант Ополовников был командирован в двухмесячную командировку в Архангельскую область «…для фиксации ценных памятников деревянного зодчества». В 1944 году вступил в ВКП(б).
После демобилизации работал в научно-техническом бюро Академии архитектуры СССР, с 1948 года — в Государственных архитектурных мастерских, позже — в «Гипрогоре» и «Моспроекте».
В 1946 году Управление по делам архитектуры при Совете Министров Карело-Финской ССР пригласило его работать в Карелии, где до июня 1951 года работал по совместительству, затем — на постоянной основе. Летом 1948 года по его проекту и под его руководством была проведена первая в СССР послевоенная реставрация памятника общесоюзного значения — Успенской церкви в Кондопоге. В 1951 году — реставрация Успенского собора в Кеми, в 1956 году — ансамбля Кижского погоста, где был воссоздан утраченный самобытный облик памятника в целом. При реставрации ограды Кижского погоста Ополовниковым впервые в России применен метод воссоздания памятника по аналогу (новодел). В этом качестве Преображенская и Покровская церкви и ограда Кижского погоста были внесены в список памятников всемирного значения ЮНЕСКО.
Одновременно с реставрацией ансамбля Кижского погоста по инициативе Ополовникова и под его руководством создавался музей-заповедник «Кижи». Перевезённые им из разных районов Карелии памятники деревянного зодчества были сосредоточены в южной части острова, прилегающей к ансамблю Кижского погоста. В окрестностях Кижей Ополовников реставрировал множество часовен и церквей, составивших «Кижское ожерелье».
В 1958 году защитил кандидатскую диссертацию «Опыт реставрации памятников деревянного зодчества Карельской АССР». С 1960 по 1981 год, будучи старшим научным сотрудником Научно-исследовательского института теории и истории архитектуры, продолжал работу по реставрации памятников, включая обследования в Иркутской области и Якутии. В 1970-е годы обследовал приангарские селения, подлежавшие затоплению в связи со строительством Братской ГЭС.
Работу в Якутии начал в 1969 году с исследования Зашиверской церкви на Индигирке, положив начало изучению деревянного зодчества Якутии. В течение 20 лет исследовал центральные и заполярные районы Якутии, открыв уникальные памятники деревянного зодчества, в том числе крепостные амбары-башни, конные мельницы, надмогильные сооружения, произвел реконструкцию Алазейского и Нижнеколымского острогов. Якутию называл своей «второй родиной».
В 1974 году вышла монография «Реставрация памятников русского деревянного зодчества», в 1976 году защитил одноименную докторскую диссертацию.
В начале 1980-х годов реставрировал крепостные башни острогов в Братске и Якутске, в 1984—1994 годах разрабатывал проекты воссоздания Плёсской крепости, Илимского, Нижнеколымского и Обдорского острогов. В 1991 году основал архитектурно-проектное ООО «ОПОЛО», занимавшееся архитектурным проектированием, издательской и исследовательской деятельностью, строительством. К 400-летию Салехарда фирмой «ОПОЛО» были воссозданы башня Обдорского острога и часовня на старом кладбище. Работы в Салехарде стали завершающим этапом творческой деятельности. Всего по его проектам и под руководством было восстановлено более 60 памятников, около 300 исследованы и реконструированы.
В октябре 1994 года получил известие о пожаре церкви Рождества Богородицы в Юрьевце которую он начал восстанавливать. 26 декабря 1994 года погиб в автокатастрофе вблизи города Родники Ивановской области. Похоронен на Кунцевском кладбище в Москве, на могиле установлено деревянное надгробие.
В музее-заповеднике «Кижи» в 2006 году проходила выставка «Имя для потомков. Александр Ополовников», посвященная его памяти. В 2006 году дочь архитектора Е.А. Ополовникова и её супруг В.А. Цыганов были номинированы на Государственную премию РФ за серию книг «Древнерусское деревянное зодчество», основанную на исследованиях А.В. Ополовникова.
А.В. Ополовников был признанным авторитетом в области реставрации деревянного зодчества, дважды выдвигался для работы в ЮНЕСКО. В 1962 году был командирован в Болгарию, в 1964 году участвовал в IV Международном конгрессе архитекторов-реставраторов в Венеции. Являлся членом научно-методического совета при Министерстве культуры СССР.
Звание «Заслуженный архитектор РСФСР» присвоено в мае 1986 года, в 1990 году награжден Золотой медалью Академии художеств СССР, в 1991 году стал лауреатом Государственной премии СССР, в апреле 1994 года — почетным академиком Российской Академии архитектуры. Награжден орденом Отечественной войны 2-й степени, восемью медалями.
Жил в Москве по адресу: Большая Бронная улица, 12.

## Реставрационная деятельность
- За лето 1948 г. по его проекту и под его руководством была проведена первая в СССР послевоенная реставрация памятника общесоюзного значения — Успенской церкви в Кондопоге, «вершины русского шатрового деревянного зодчества».[2]
- 1951 год — реставрация Успенского собора в Кеми.[2]
- 1951 год — реставрация ансамбля Кижского погоста с одновременным воссозданием утраченного самобытного облика памятника в целом и снятием наслоений конца XIX века с Преображенской и Покровской церквей.[2] В частности, в 1955 году Ополовников снял деревянную обшивку с бревенчатых стен Преображенской церкви, а также железное покрытие глав, вернув главкам первоначальный вид, крытый лемехом.[2] Эти действия вызвали скандал, так как бытовало мнение, что обшивка предохраняет бревна от разрушения, однако Ополовников доказал, что обшивка наносит больше вреда.[2]
- 1956 — реставрации ограды Кижского погоста, где Ополовников впервые в России применил метод воссоздания памятника по аналогу (новодел).[2]
- С 1960 по 1981 гг., продолжал работу по реставрации памятников, включив в ареал их обследований Иркутскую область и Якутию.[2]
- В 1969 г. открыл и исследовал уникальный шатровый храм (1700) в Зашиверске на Индигирке, положив начало фундаментальному изучению памятников деревянного зодчества Якутии.[2]
- В 1970—1980 гг. им выявлены уникальные произведения деревянного зодчества, известные на Руси с испокон веков и волею судеб сохранившиеся в отдаленных аласах Якутии — крепостные амбары-башни, конные мельницы, некоторые типы надмогильных памятников … Плюс к тому сделаны реконструкции Алазейского и Нижнеколымского острогов.[2]
- В 1981 и 1982 гг. реставрировал крепостные башни в Братске и Якутске;[2]
- В 1984—1994 гг. разработал детальные проекты воссоздания Плёсской крепости, Илимского, Нижнеколымского и Обдорского острогов.[2]
- К 400-летию Салехарда воссоздал крепостную башню и часовню с оградой и Святыми воротами на Старом кладбище.[2]
- Писал вместе с дочерью книги о деревянном зодчестве, иллюстрируя их все новыми и новыми исследованиями, фотографиями, живописными картинами-реконструкциями.[2]

## Награды
Был награжден 8 медалями и орденом Отечественной войны II степени.
- 1986 год — звание Заслуженный архитектор РСФСР[1]
- 1990 год — Золотая медаль Академии художеств СССР за публикацию серии книг по древнерусскому деревянному зодчеству[1]
- 1991 год — Государственная премия СССР — за серию книг по деревянному зодчеству 1983—1990 гг.[2][1]
- Апрель 1994 года — звание Почётного академика Российской Академии архитектуры[2][1]

## Семья
В 1939 году женился на однокурснице по Московскому архитектурному институту, дочери В. А. Величкина, Нине Викторовне Величкиной (1914—1977). Их дочь — архитектор, заслуженный работник культуры Российской Федерации Елена Ополовникова (1943—2011).
От второго брака, с О. А. Вальтер (1918—1992), имел младшую дочь Анну, которая также окончила МАРХИ и, выйдя замуж, переехала в середине 1970-х годов в Германию.

## Научные и популярные книги
- Памятники деревянного зодчества Карело-Финской ССР. — М.: Стройиздат, 1955.
- Музеи деревянного зодчества. — М.: Стройиздат, 1968.
- Кижи. — М.: Стройиздат, 1970.
- Русь деревянная. — М.: Детгиз, 1970. (в соавторстве с Г. С. Островским).
- Реставрация памятников деревянного зодчества. — М.: Стройиздат, 1974.
- Кижи. — М.: Стройиздат, 1976. (Памятники зодчества)
- Русский Север. — М.: Стройиздат, 1977. (Памятники зодчества)
- Деревянное зодчество Якутии. — Якутск, Якутское книжное изд., 1983. (в соавторстве с Е. А. Ополовниковой).
- Русское деревянное зодчество. Т. 1. Гражданское зодчество. — М.: Искусство, 1983.
- Русское деревянное зодчество. Т. 2. Культовое зодчество. — М.: Искусство, 1986.
- Сокровища Русского Севера. — М.: Стройиздат, 1989.
- Дерево и гармония. — М.: ОПОЛО, 1998. (в соавторстве с Е. А. Ополовниковой).
- Древний Обдорск и заполярные города-легенды. — М.: ОПОЛО, 1998. (в соавторстве с Е. А. Ополовниковой).
- Избяная литургия. Книга о русской избе. — М.: ОПОЛО, 2002. (в соавторстве с Е. А. Ополовниковой).